# Carl Friedrich de Boor
Carl Friedrich de Boor (* 1842 in Hamburg; † 1888 ebenda) war ein deutscher Jurist und Abgeordneter der Hamburgischen Bürgerschaft.

## Leben
De Boor war Sohn des Hamburger Advokaten Wilhelm de Boor (1807–1844). Er promovierte 1865 in Göttingen und wurde am 6. September 1865 in Hamburg als Advokat zugelassen.
1875 wurde er zum Untersuchungsrichter am Niedergericht gewählt und gab die Advokatur auf. Später wurde er Landrichter. In den Akten wurde 1877 folgende Kritik an seiner Amtsführung festgehalten: ... Er sei unfähig, arbeite zu wenig und zu schlecht, sei faul und völlig oberflächlich, komme zu spät ins Büro und gehe zu früh.
De Boor war von 1874 bis 1883  Mitglied der Hamburgischen Bürgerschaft.

## Quelle
- Gerrit Schmidt: Die Geschichte der Hamburgischen Anwaltschaft von 1815 bis 1879, Hamburg 1989, ISBN 3-923725-17-5, S. 362

| Personendaten    | Personendaten                        |
| ---------------- | ------------------------------------ |
| NAME             | Boor, Carl Friedrich de              |
| KURZBESCHREIBUNG | deutscher Jurist und Politiker, MdHB |
| GEBURTSDATUM     | 1842                                 |
| GEBURTSORT       | Hamburg                              |
| STERBEDATUM      | 1888                                 |
| STERBEORT        | Hamburg                              |